# Basilius von Ancyra
Basilius von Ancyra, griechisch Basileios von Ankyra, (* vor 336 in Ankyra in Galatien; † um 365) war ein spätantiker christlicher Theologe, der im arianischen Streit die Position der gemäßigten Homöusianer vertrat.

## Leben
Basilius stammte aus Ankyra in Galatien in Kleinasien und war ursprünglich Arzt. 336 wurde er als Nachfolger des Marcellus von Ancyra Bischof seiner Heimatstadt. Die folgenden Jahre waren geprägt von einem Auf und Ab von Entzug seiner Ämter und anschließender Rehabilitierung. Basilius war vor allem als christlicher Gelehrter hoch angesehen. Theologisch setzte er sich etwa mit seinem Vorgänger Marcellus und dessen Schüler Photinus von Sirmium auseinander, der daraufhin 351 verurteilt und verbannt wurde.
Die Lebenszeit des Basilius war von heftigen theologischen Streitigkeiten geprägt, die sich um das Wesen Jesu Christi drehten. Kaiser Constantius II. hatte infolge eines Bürgerkriegs gegen den Usurpator Magnentius ab 353 das gesamte Römische Reich wieder unter der Herrschaft eines Kaisers geeint und strebte nun auch ein einheitliches Glaubensbekenntnis innerhalb der sich formierenden Reichskirche an. Es ging um die Frage, ob Jesus tatsächlich „wesensgleich“ (homoousios) mit Gott-Vater oder nur „wesensähnlich“ (homoiousios) sei. Auf die erste Formel hatte sich die Mehrheit der Teilnehmer des Ersten Konzils von Nicaea geeinigt, deren Glaubensformel daher auch als Nicaenum bezeichnet wird, doch plädierten gerade im Osten des Reiches viele eher für die zweite Formulierung. Die Gegner des Nicaenums werden oft als „Arianer“ zusammengefasst, als Anhänger der Ideen des alexandrinischen Presbyters Arius, doch ist dieser Terminus sehr unscharf. Im Grunde gab es drei Hauptgruppen innerhalb der „Arianer“: Die Homöusianer, denen Basilius angehörte und die einen Mittelweg zwischen den radikalen Arianern und den Nicaenern suchten, sowie die Homöer und die Anhomöer (Heterousianer) um Aëtios von Antiochia, die radikalen Arianer.
Kaiser Constantius favorisierte zunächst die Homöusianer und ging gegen die radikalen Arianer um Aëtios vor. Basilius hatte dies mit veranlasst, indem er Aëtios sowie dessen Anhänger Eudoxius von Antiochia und Theophilos anklagte, in die Verschwörung des Constantius Gallus verwickelt gewesen zu sein. Er sicherte sich die Unterstützung vieler Bischöfe, des Senats sowie vermutlich der Kaiserin Eusebia und konnte die Absetzung und Verbannung der „radikalarianischen“ Bischöfe durchsetzen. Die Gruppe der Homöusianer, zu deren wichtigsten Vertretern neben Basilius vor allem Georgios von Laodikeia und Eustathius von Sebaste gehörten, waren zunächst erfolgreich und konnten sich vor allem im Osten des Reiches durchsetzen. Basilius selbst hatte 358 auf der Synode von Ancyra die Formel aufgestellt, dass der Sohn (Jesus Christus) dem Vater dem Wesen nach ähnlich sei. Homöer und Homöusianer näherten sich 359 auf der Synode zu Sirmium an: Man verständigte sich darauf, dass der Sohn als „dem Vater ähnlich entsprechend der Heiligen Schrift“ bezeichnet wurde. Allerdings zerstritten sich beide Parteien schon im selben Jahr auf der Synode von Seleucia, wo sich Basilius’ Gruppe noch gegen die der Homöer um Acacius von Caesarea durchsetzen konnte. Dieser setzte jedoch 360 die Amtsenthebung und die Verbannung des Basilius nach Illyrien und damit den vorübergehenden Sieg der Homöer durch. Basilius starb wohl im Exil.